# دکیتر (نبراسکا)
دکیتر(به انگلیسی: Decatur) شهری در ایالت نبراسکا کشور ایالات متحده آمریکا است که جمعیت آن در سرشماری سال ۲۰۱۰ میلادی، ۴۸۱ نفر بوده‌است.